# Корейский жестовый язык
Корейский жестовый язык (кор. 한국 수화 언어) — жестовый язык, распространённый в Республике Корея. Входит в семью японского жестового языка. Является одним из двух официальных языков в Южной Корее, наряду с корейским.

## История
История корейского жестового языка начинается с 1889 года, хотя попытки стандартизировать его начались только в 2000 году. Первая школа для глухих в Южной Корее была открыта 1 апреля 1913 года в Сеуле, в 1945 году она была переименована в «Национальную школу для глухих», а в 1951 — в «Сеульскую школу для глухих». Хотя основы корейского жестового языка были заложены до японского колониального периода (де-юре начавшегося в 1910 году), многие особенности грамматики были переняты из японского жестового языка во время нахождения Кореи под властью Японии. Корейский жестовый язык считается частью семьи японского жестового языка.
По данным Министерства здравоохранения и благосостояния Республики Корея за конец 2014 года, в Южной Корее 252 779 человек носят слуховые импланты и 18 275 человек обладают расстройствами речи. По оценкам за 2018 год, число глухих людей в корее лежит в диапазоне от 180 000 до 300 000 человек, что составляет 0,36—0,6 % населения Республики Корея.

## Официальный статус
31 декабря 2015 года Национальное собрание Республики Корея внесло на рассмотрение закон о признании корейского жестового языка одним из официальных языков Кореи. В соответствии с этим проектом было рассмотрено два закона и две политики — «Политика стандартов корейского жестового языка», «Законопроект о языке жестов», «Законопроект о корейском языке жестов» и «Политика стандартов языка жестов и культуры глухих», — которые в дальнейшем были объединены в Фундаментальный закон о корейском жестовом языке. Принятие закона позволило повысить доступность и качество коммуникации в образовании, работе, сфере здравоохранения, правовой сфере, а также в религиозных и культурных практиках. Согласно законопроекту были открыты национальные и региональные образовательные проекты по продвижению корейского жестового языка, а также ряд исследовательских проектов.
Акт о корейском жестовом языке (кор. 한국수화언어법), разработанный 3 февраля 2016 года и вступивший в силу 4 августа, объявил корейский язык жестов официальным языком для глухих наравне с корейским. В законе также было обусловлено, что национальные и местные правительства должны обеспечивать перевод на корейский жестовый язык для нуждающихся в этом глухих людей. В частности, в судах перевод на жестовый язык был обязательным требованием. Также корейский жестовый язык использовался на публичных мероприятиях и в программах социальных услуг. Кроме того, Республика Корея предлагает курсы жестового языка для глухих и специальные курсы для родителей с глухими детьми.

## Функциональные маркеры
Как и другие жестовые языки, корейский включает неручные маркеры с лексическими, синтаксическими, дискурсивными или аффективными функциями. Примерами таких маркеров являются поднятие и нахмурение бровей, хмурое выражение лица, покачивание или кивание головой, наклон или перемещение туловища.

## Жестовый корейский алфавит

### Гласные

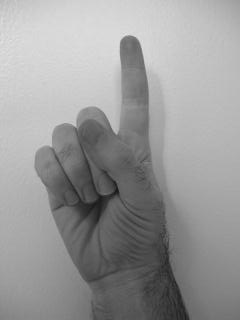
ㅏ
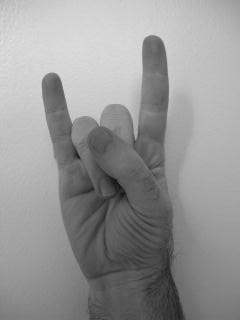
ㅐ
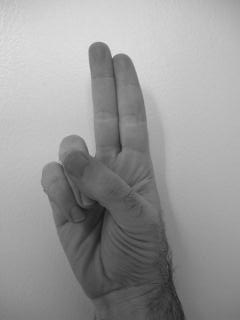
ㅑ
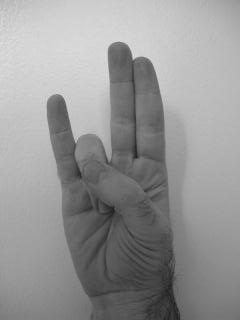
ㅒ
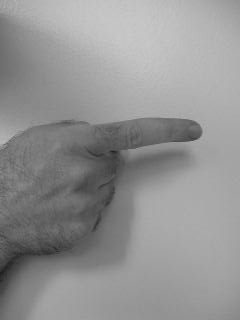
ㅓ
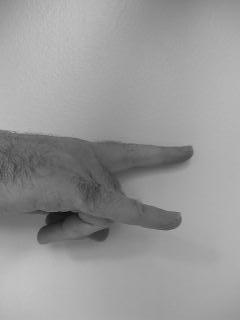
ㅔ
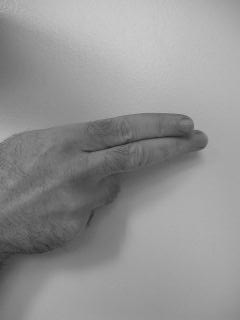
ㅕ
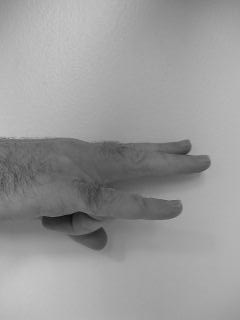
ㅖ
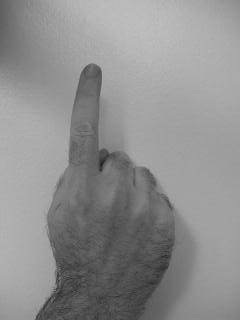
ㅗ
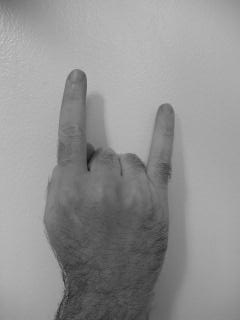
ㅚ
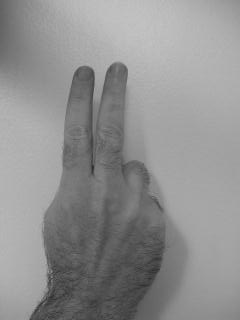
ㅛ
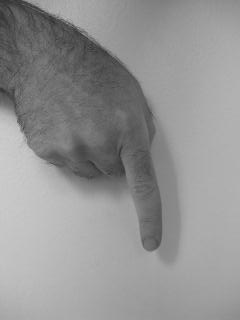
ㅜ
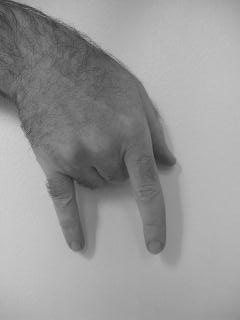
ㅟ
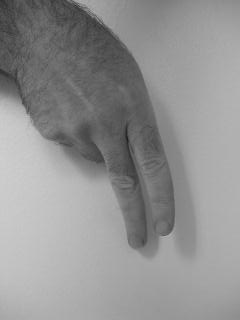
ㅠ
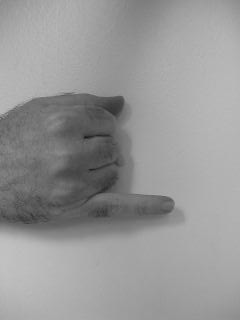
ㅡ
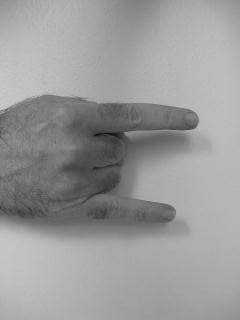
ㅢ
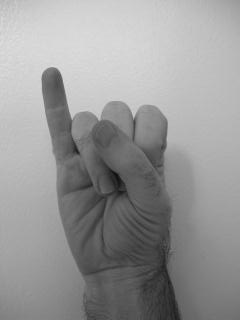
ㅣ

### Согласные

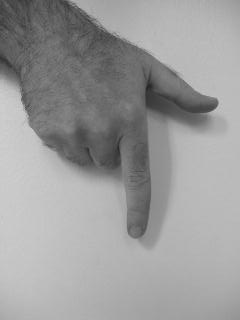
ㄱ
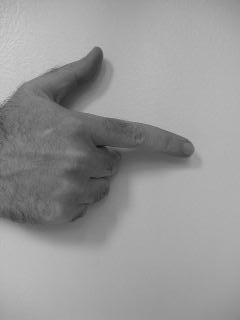
ㄴ
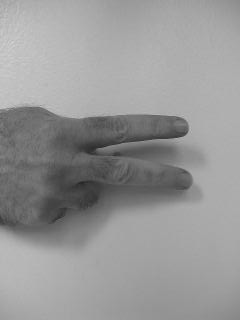
ㄷ
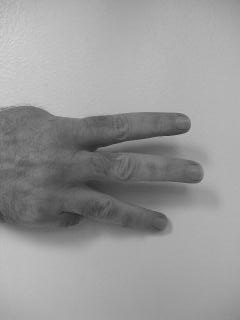
ㄹ
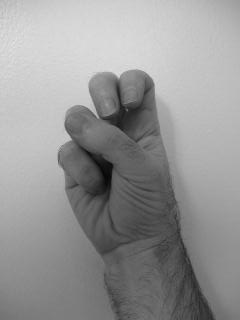
ㅁ
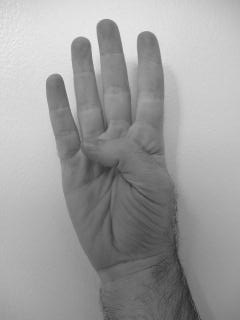
ㅂ
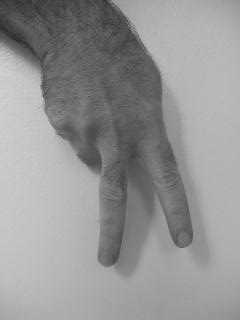
ㅅ
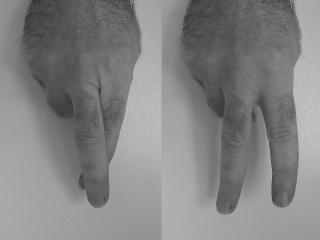
ㅆ
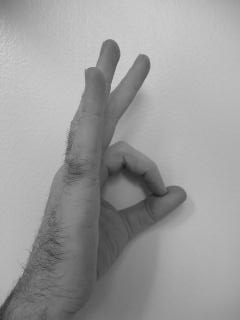
ㅇ
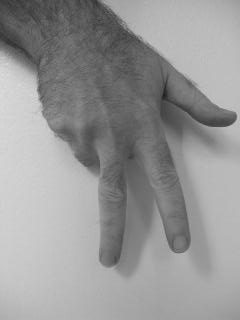
ㅈ
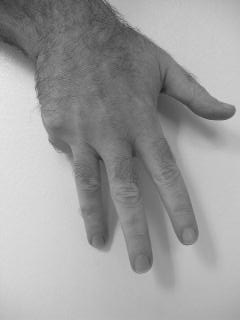
ㅊ
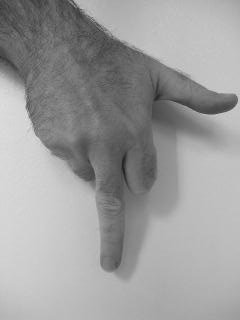
ㅋ
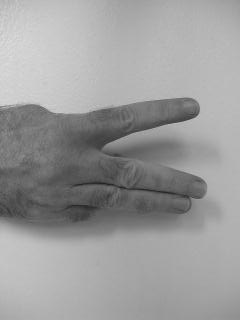
ㅌ
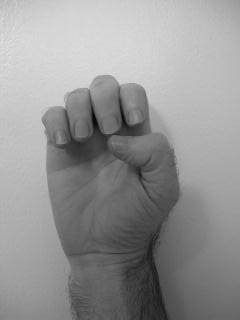
ㅍ
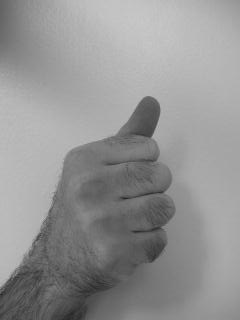
ㅎ